# (1086) Nata
(1086) Nata ist ein Asteroid des Hauptgürtels, der am 25. August 1927 von den russischen Astronomen Sergei Iwanowitsch Beljawski und Nikolaj Ivanov am Krim-Observatorium in Simejis entdeckt wurde.
Der Asteroid trägt einen russischen weiblichen Vornamen in der Verkleinerungsform von Natalia.